# Bacong
Bacong est une localité de la province du Negros oriental, aux Philippines. En 2015, elle compte 36 527 habitants.